# Hymenoscyphus gregarius
Hymenoscyphus gregarius är en svampart som först beskrevs av Jean Louis Emile Boudier, och fick sitt nu gällande namn av Gamundí & Giaiotti 1977. Hymenoscyphus gregarius ingår i släktet Hymenoscyphus och familjen Helotiaceae.   Inga underarter finns listade i Catalogue of Life.